# Maskängen
Maskängen är ett naturreservat i Lunds kommun i Skåne län.
Området är naturskyddat sedan 1993 och är 2 hektar stort. Reservatet består av en avskild slåtteräng.